# North Dumdum
North Dumdum là một thành phố và khu đô thị của quận North Twentyfour Parganas thuộc bang Tây Bengal, Ấn Độ.

## Nhân khẩu
Theo điều tra dân số năm 2001 của Ấn Độ, North Dumdum có dân số 220.032 người. Phái nam chiếm 51% tổng số dân và phái nữ chiếm 49%. North Dumdum có tỷ lệ 82% biết đọc biết viết, cao hơn tỷ lệ trung bình toàn quốc là 59,5%: tỷ lệ cho phái nam là 86%, và tỷ lệ cho phái nữ là 79%. Tại North Dumdum, 9% dân số nhỏ hơn 6 tuổi.